# Szaléz
A Szaléz férfinév Szalézi Szent Ferenc előnevéből ered, amely a származási helyére utal.

## Gyakorisága
Az 1990-es években szórványos név, a 2000-es években nem szerepel a 100 leggyakoribb férfinév között.

## Névnapok
- január 24.[2]
- január 29.[2]

## Híres Szalézok
Páter Kiss Szaléz ferences rendi szerzetes.